# 公庵禪師寺
公庵禪師寺，又名公菴禪師寺、公庵廟（英語：Kung Um Temple），位於香港新界元朗區十八鄉公庵山北麓。公庵禪師寺位處山腰，沒有車路可到達。遊人可從公庵路白沙村第三段培康居路口，經達道橋及會仙橋上山前往該寺。公菴禪師寺雖然位處白沙村，但業權屬於山廈村華封堂及欖口村忠勝堂（同屬張氏的祖堂地），兩村與塘頭埔村張氏同樣源於廣東東莞虎門龍眼村。

## 歷史
相傳，清順治年間，十八鄉塘頭埔村一名張氏樵夫在公庵山上的洞穴裡羽化，屍體長久沒有腐化。過了多時，經同族山廈村張氏村民發現此「神迹」，便於洞穴前建立一所小廟供奉，定名公菴禪師寺，公菴（公庵）即是公眾庵堂的意思。
1922年，道士張九陽獲山廈村委任作禪師寺住持，他為該寺募捐，修建寺門、山路和石橋，便利信徒。香港日佔時期前後，禪師寺因無人打理而日漸失修。1950年代，女尼智輝法師來到禪師寺並將其重修。1990年代末，禪師寺交由另一位女尼釋智善法師管理，她是大嶼山寶蓮禪寺住持釋智慧的師姪。
1963年，香港發生旱災，元朗鄉紳趙聿修（香港道教聯合會第一屆主席）、鄧佩瓊、陳日榮等曾聯同村民到公庵禪師寺求雨。
2012年，公菴禪師寺曾出現清拆危機。年初，一名涉內地資金的發展商代表登山要求住持釋智善法師交出該寺的管理權，並於5月底前遷出，並預告會將該寺一帶的山坡平整發展骨灰龕場。住持指出，她於1999年與山廈村代表曾簽署合同，可終身在該寺修行，唯不可經營骨灰龕場或牟利活動。
2014年，釋智善法師曾以公菴禪師寺住持身份於反對佔領中環活動上發言。

## 習俗
每年農曆七月廿一日是禪師誕，山廈村、欖口村與附近村落的村民都會在公菴禪師寺舉行祭典。山廈村每十年舉辦一屆的太平清醮會在公庵山上取聖水，山廈村神廳亦有供奉禪師祖的神位。每年元宵，山廈村村民登記每年添丁數目後會到公菴禪師寺點燈酬神。

## 建築
公菴禪師寺由一所兩層高的法蓮苑、一所單層的禪師寺和數幢村屋組成。
- 禪師寺：供奉禪師爺，掛有一對對聯：「禪光照山水，師德澤鄉間」

- 達道橋：建成已逾100年，從白沙村通往公菴禪師寺，位於公庵路培康居旁邊。後來毀於山洪豪雨中，村民於1936年集資重建。
- 會仙橋（香港三級歷史建築）：建於1926年，連接白沙村與公菴禪師寺，靠近禪師寺。